# كاكتوس للإنتاج
كاكتوس للإنتاج هي شركة تونسية كان يملكها كل من بلحسن الطرابلسي بنسبة 51 % ( عادت للدولة التونسية بعد الثورة التونسية.) و سامي الفهري بنسبة 49% . قدمت العديد من البرامج والمسلسلات وقامت ببيعها لمؤسسة الإذاعة والتلفزة التونسية، مثل برنامج أخر قرار سنة 2004 ودليلك ملك سنة 2005 ،2006 و2007 ثم إنتاج مسلسل مكتوب و مسلسل كاستينغ.